# Château de Carrigafoyle
Le château de Carrigafoyle, Carrigafoyle Castle en anglais ou Caisleán Charraig an Phoill en gaélique, est un château situé sur le bord de l'estuaire du Shannon, à Ballylongford, dans le comté de Kerry en Irlande.  

## Siège du château de Carrigafoyle
En 1580, le château était gardé pour le compte des rebelles catholiques du comte de Desmond par une garnison de soldats espagnols et irlandais. Les Anglais de Sir William Pellham assiégèrent le château. Après trois jours de bombardement, le mur ouest du château s'est effondré, le château est pris d'assaut et la garnison est massacrée. 

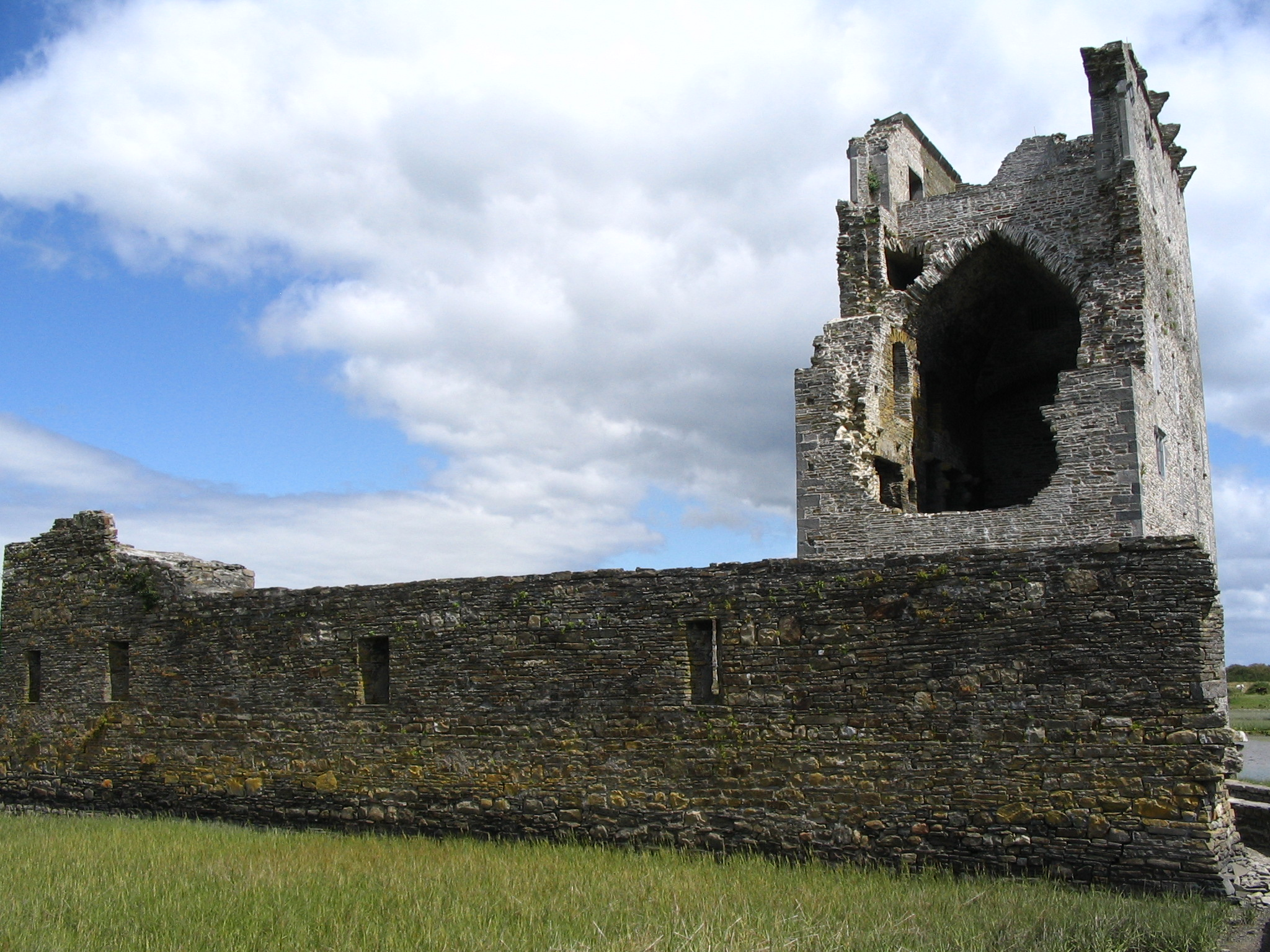
Façade effondrée en 1580.